# Ceratopogon thienemanni
Ceratopogon thienemanni är en tvåvingeart som först beskrevs av Mayer 1940.  Ceratopogon thienemanni ingår i släktet Ceratopogon och familjen svidknott. Inga underarter finns listade i Catalogue of Life.